# Seznam památných stromů v okrese Nymburk
Toto je seznam památných stromů v okrese Nymburk, v němž jsou uvedeny památné stromy na území okresu Nymburk.
| Název                                                  | Obrázek                           | Umístění                                                    | Druh                           | Obvod [v cm] | Kód wikidata      | Galerie                                                                                | Poznámka |
| ------------------------------------------------------ | --------------------------------- | ----------------------------------------------------------- | ------------------------------ | --- | ----------------- | -------------------------------------------------------------------------------------- | --- |
| Lípy Nad křížem                                        |                                   | Benátecká Vrutice 50°13′35″ s. š., 14°50′26″ v. d.          | lípa malolistá (2)             | & Chyba ve výrazu: Neočekávaný operátor / Chyba ve výrazu: Neočekávaný operátor / Chyba ve výrazu: Neočekávaný operátor / Chyba ve výrazu: Neočekávaný operátor / Chyba ve výrazu: Neočekávaný operátor / Chyba ve výrazu: Neočekávaný operátor / Chyba ve výrazu: Neočekávaný operátor / Chyba ve výrazu: Neočekávaný operátor / Chyba ve výrazu: Neočekávaný operátor / Chyba ve výrazu: Neočekávaný operátor / Chyba ve výrazu: Neočekávaný operátor / Chyba ve výrazu: Neočekávaný operátor / Chyba ve výrazu: Neočekávaný operátor / Chyba ve výrazu: Neočekávaný operátor / Chyba ve výrazu: Neočekávaný operátor / -1.0000-0 | 103682 Q26780245  | Kategorie „Lípy srdčité Nad křížem v Benátecké Vrutici“ na Wikimedia Commons           | Dvě památné lípy rostou na jižní straně obce u polní cesty za tratí nedaleko historického kamenného mostu přes potok Mlynařici v lokalitě Nad Křížem. V roce 2003 na kmeni jedné z lip boule, vlky, u báze kmene i na kmeni, na 4 hl. větvích poranění a pahýly po odlomených větvích. U druhé u báze kmene a na kmeni v 1 m jsou menší otevřená poranění, zavalená jen zčásti. U báze do 0,75 m stopy po opálení. Na 4 hlavních větvích menší poranění a pahýly. |
| Topol černý v Benátecké Vrutici                        |                                   | Benátecká Vrutice 50°13′54″ s. š., 14°50′54″ v. d.          | topol černý                    | 620 | 105825 Q26790400  |                                                                                        | Jižně od ulice Armádní na předělu Benátecké Vrutice a Milovic. Mohutný zdravý jedinec s nízko nasazenou korunou. |
| Duby u Rašovic                                         |                                   | Budiměřice 50°12′41″ s. š., 15°7′10″ v. d.                  | dub letní (3)                  | & Chyba ve výrazu: Neočekávaný operátor / Chyba ve výrazu: Neočekávaný operátor / Chyba ve výrazu: Neočekávaný operátor / Chyba ve výrazu: Neočekávaný operátor / Chyba ve výrazu: Neočekávaný operátor / Chyba ve výrazu: Neočekávaný operátor / Chyba ve výrazu: Neočekávaný operátor / Chyba ve výrazu: Neočekávaný operátor / Chyba ve výrazu: Neočekávaný operátor / Chyba ve výrazu: Neočekávaný operátor / Chyba ve výrazu: Neočekávaný operátor / Chyba ve výrazu: Neočekávaný operátor / Chyba ve výrazu: Neočekávaný operátor / Chyba ve výrazu: Neočekávaný operátor / Chyba ve výrazu: Neočekávaný operátor / -1.0000-0 | 103731 Q26780272  |                                                                                        | Na severním okraji obce na pravém břehu Mrliny. |
| Čilecké topoly                                         |                                   | Čilec 50°12′59″ s. š., 14°58′48″ v. d.                      | topol bílý (3)                 | & Chyba ve výrazu: Neočekávaný operátor / Chyba ve výrazu: Neočekávaný operátor / Chyba ve výrazu: Neočekávaný operátor / Chyba ve výrazu: Neočekávaný operátor / Chyba ve výrazu: Neočekávaný operátor / Chyba ve výrazu: Neočekávaný operátor / Chyba ve výrazu: Neočekávaný operátor / Chyba ve výrazu: Neočekávaný operátor / Chyba ve výrazu: Neočekávaný operátor / Chyba ve výrazu: Neočekávaný operátor / Chyba ve výrazu: Neočekávaný operátor / Chyba ve výrazu: Neočekávaný operátor / Chyba ve výrazu: Neočekávaný operátor / Chyba ve výrazu: Neočekávaný operátor / Chyba ve výrazu: Neočekávaný operátor / -1.0000-0 | 103763 Q26780269  |                                                                                        | Tři památné stromy rostou u rybníčku za objektem ZD, jeden topolů je zlomený, doporučeno ponechat na dožití. |
| Doubravanská lípa †                                    |                                   | Doubravany 50°18′30″ s. š., 15°7′56″ v. d.                  | lípa malolistá                 | 316 | 103761 Q26788752  |                                                                                        | Na křižovatce Doubravany – Košík – Rožďalovice. Zanikl neznámo kdy, lípa se rozlomila v kosterních větvích koruny a celá koruna odpadla. Ochrana stromu byla zrušena 22. června 2015. |
| Lípa na Průhoně                                        |                                   | Doubravany 50°18′22″ s. š., 15°7′24″ v. d.                  | lípa malolistá                 | 265 | 103762 Q26788753  | Kategorie „Lípa na Průhoně“ na Wikimedia Commons                                       | Na západním okraji obce 300 m jihovýchodně od kóty „Na Průhoně“. |
| Dub v lokalitě Komárno                                 |                                   | Drahelice 50°10′25″ s. š., 15°1′4″ v. d.                    | dub letní                      | 474 | 106545            |                                                                                        | Komunikace u plotu zahrádkářské osady v ulici Komárno. |
| Dub v Hořátvi                                          |                                   | Hořátev 50°9′3″ s. š., 15°2′36″ v. d.                       | dub letní                      | 445 | 103760 Q26788751  |                                                                                        | V obci v zahradě u čp. 31. V roce 2004 měl strom na kmeni několik částečně zavalených ran po ořezaných větvích, vyvětven do cca 6 metrů, jinak bez výraznějších mechanických poškození. V koruně patrné mírné tracheo příznaky – změna barvy listů, prosychání tenčích vedlejších větví a koncových větviček, do 15 % objemu. V roce 2014 koruna neprosychá, i velké rány po odstraněných větvích zacelené, strom je vitální. |
| Dub u Zvěřínského potoka I.                            |                                   | Hořátev 50°8′56″ s. š., 15°2′9″ v. d.                       | dub letní                      | 509 | 104886 Q26789528  |                                                                                        | Strom roste na břehu Mlýnského (Zvěřínského) potoka u naučné stezky Po památných stromech obce Hořátev. V celé délce kmene dubu směrem k domům rána od blesku, pod ní se vytváří dutina, v okrajích kalus, na protilehlé straně růstová deprese krytá borkou, pod ní dutina, hniloba, zaznamenána stará plodnice patrně ohňovce statného, koruna bez známek poškození. |
| Dub u Zvěřínského potoka II.                           |                                   | Hořátev 50°8′55″ s. š., 15°2′6″ v. d.                       | dub letní                      | 416 | 104887 Q26789529  |                                                                                        | Na břehu Mlýnského (Zvěřínského) potoka u naučné stezky Po památných stromech obce Hořátev. Zdravý strom se široce rozloženou korunou bez poškození. |
| Lípa v Hořátvi (Broučků) †                             |                                   | Hořátev 50°8′59″ s. š., 15°2′25″ v. d.                      | lípa malolistá                 | 366 | 103759 Q26788750  | Kategorie „Lípa v Hořátvi (Broučků)“ na Wikimedia Commons                              | V centru obce na travnaté ploše u modlitebny českobratrské církve. V roce 2004 měl strom dvě hlavní větve + 6 silných vedlejších, na kmeni v cca 1 m boule, jinak bez větších poškození. V travnaté ploše pod stromem nalezeny vzácnější druhy hub, límcovka polokulovitá (Stropharia semiorbicularis) a čirůvka (Calocybe ionides). Koruna nad cestičkou částečně prořezána. Koruna téměř neprosychá (5–10% objemu). V roce 2014 je kosterní větev směřující nad komunikaci již zcela suchá, proveden zde korunkový řez na větvích nižšího řádu, druhá kosterní větev v pořádku, na boulích a při patě vyrůstají výmladky, které jsou pravidelně odstraňovány. 29. října 2017 se zlomila jediná kosterní větev s korunou. Na místě zbylo vyhnilé torzo, které bylo později odstraněno. Ochrana stromu zrušena 15. ledna 2018. |
| Topol v Hořátvi †                                      |                                   | Hořátev 50°8′52″ s. š., 15°2′59″ v. d.                      | topol černý                    | 507 | 104552            | Kategorie „Topol v Hořátvi“ na Wikimedia Commons                                       | U rybníka Hliňovka. Ochrana zrušena 31. ledna 2002 v důsledku odlomení koruny předcházející rok, strom s pozůstatky sekundární koruny však stále fyzicky existuje. |
| Hrušeň v Hradištku                                     |                                   | Hradištko u Sadské 50°10′2″ s. š., 14°56′46″ v. d.          | hrušeň obecná                  | 280 | 103758 Q26788749  | Kategorie „Pyrus communis in Hradišťko“ na Wikimedia Commons                           | U přívozu ve východní části obce, v zahrádce před chatou čp. 0345 u cyklistické trasy 0019. Má krásnou mohutnou korunu, plodí. |
| Lipová alej v Hrubém Jeseníku                          |                                   | Hrubý Jeseník 50°14′48″ s. š., 15°5′42″ v. d.               | lípa malolistá (55)            | & Chyba ve výrazu: Neočekávaný operátor / Chyba ve výrazu: Neočekávaný operátor / Chyba ve výrazu: Neočekávaný operátor / Chyba ve výrazu: Neočekávaný operátor / Chyba ve výrazu: Neočekávaný operátor / Chyba ve výrazu: Neočekávaný operátor / Chyba ve výrazu: Neočekávaný operátor / Chyba ve výrazu: Neočekávaný operátor / Chyba ve výrazu: Neočekávaný operátor / Chyba ve výrazu: Neočekávaný operátor / Chyba ve výrazu: Neočekávaný operátor / Chyba ve výrazu: Neočekávaný operátor / Chyba ve výrazu: Neočekávaný operátor / Chyba ve výrazu: Neočekávaný operátor / Chyba ve výrazu: Neočekávaný operátor / -1.0000-0 | 103757 Q26791028  |                                                                                        | Od rozcestí za Oskořínkem ke kostelu svatého Václava v Hrubém Jeseníku. Dnes chráněno 17 stromů z původních 55. |
| Lípy v Hrubém Jeseníku                                 |                                   | Hrubý Jeseník 50°14′47″ s. š., 15°5′49″ v. d.               | lípa malolistá (6)             | & Chyba ve výrazu: Neočekávaný operátor / Chyba ve výrazu: Neočekávaný operátor / Chyba ve výrazu: Neočekávaný operátor / Chyba ve výrazu: Neočekávaný operátor / Chyba ve výrazu: Neočekávaný operátor / Chyba ve výrazu: Neočekávaný operátor / Chyba ve výrazu: Neočekávaný operátor / Chyba ve výrazu: Neočekávaný operátor / Chyba ve výrazu: Neočekávaný operátor / Chyba ve výrazu: Neočekávaný operátor / Chyba ve výrazu: Neočekávaný operátor / Chyba ve výrazu: Neočekávaný operátor / Chyba ve výrazu: Neočekávaný operátor / Chyba ve výrazu: Neočekávaný operátor / Chyba ve výrazu: Neočekávaný operátor / -1.0000-0 | 103679 Q26791029  |                                                                                        | Šest památných lip před kostelem sv. Václava je již součástí celého stromořadí, které bylo vyhlášeno jako celek (vedeno již ve starých soupisech z roku 1931 rovněž jako celek), proto by mělo být vedeno pod jedním kódem. Viz předchozí položku. |
| Hrušeň u Chvalovic                                     |                                   | Chvalovice u Nymburka 50°9′3″ s. š., 15°5′2″ v. d.          | hrušeň obecná                  | 345 | 103756 Q26788748  | Kategorie „Hrušeň u Chvalovic“ na Wikimedia Commons                                    | Za obcí po pravé straně silnice směrem na Poděbrady, v lokalitě „Na Vrchách“. Kmen válcovitý, nízký, shora dutý, obráží po odřezaných větvích a zavaluje. |
| Lípy v Kamilově                                        |                                   | Kamilov 50°14′5″ s. š., 15°21′26″ v. d.                     | lípa malolistá (2)             | & Chyba ve výrazu: Neočekávaný operátor / Chyba ve výrazu: Neočekávaný operátor / Chyba ve výrazu: Neočekávaný operátor / Chyba ve výrazu: Neočekávaný operátor / Chyba ve výrazu: Neočekávaný operátor / Chyba ve výrazu: Neočekávaný operátor / Chyba ve výrazu: Neočekávaný operátor / Chyba ve výrazu: Neočekávaný operátor / Chyba ve výrazu: Neočekávaný operátor / Chyba ve výrazu: Neočekávaný operátor / Chyba ve výrazu: Neočekávaný operátor / Chyba ve výrazu: Neočekávaný operátor / Chyba ve výrazu: Neočekávaný operátor / Chyba ve výrazu: Neočekávaný operátor / Chyba ve výrazu: Neočekávaný operátor / -1.0000-0 | 103707 Q26780275  |                                                                                        | Ve středu obce vedle sochy sv. Jana Nepomuckého. Na místě stojí již jen jeden strom. |
| Černý topol u cihelny                                  |                                   | Kounice 50°6′15″ s. š., 14°50′12″ v. d.                     | topol černý                    | 580 | 103701 Q26788712  |                                                                                        | Za rybníkem u cihelny, na úpatí svahu (skály) u naučné stezky Kounická. Silný strom s poměrně úzkou korunou, v okrajích se místy objevuje suchá větev, kmen zarostlý v houští, díky tomu snadno přehlédnutelný. |
| Hrušeň Červinka                                        |                                   | Kounice 50°5′55″ s. š., 14°51′20″ v. d.                     | hrušeň obecná                  | 250 | 103755 Q26788747  |                                                                                        | Za Kounickým hájem, jižně od obce, ve svahu nad Kounickým potokem. Strom má hustou vitální korunu zasahující až k zemi, ve kmeni je dutina, která zde byla již v době vyhlášení v roce 1978, zarůstá náletem keřů. |
| Hrušeň Na Babyku                                       |                                   | Kounice 50°6′52″ s. š., 14°52′12″ v. d.                     | hrušeň obecná                  | 260 | 103754 Q26788746  |                                                                                        | Polní trať Na Babyku, sv. od obce. Nízký kmen se široce rozevřenými kosterními větvemi, mezi něž je umístěn posed, koruna je zdravá, vitální, suchá větev se vyskytuje ojediněle. |
| Kounické lindy                                         |                                   | Kounice 50°6′25″ s. š., 14°50′17″ v. d.                     | topol bílý (15)                | & Chyba ve výrazu: Neočekávaný operátor / Chyba ve výrazu: Neočekávaný operátor / Chyba ve výrazu: Neočekávaný operátor / Chyba ve výrazu: Neočekávaný operátor / Chyba ve výrazu: Neočekávaný operátor / Chyba ve výrazu: Neočekávaný operátor / Chyba ve výrazu: Neočekávaný operátor / Chyba ve výrazu: Neočekávaný operátor / Chyba ve výrazu: Neočekávaný operátor / Chyba ve výrazu: Neočekávaný operátor / Chyba ve výrazu: Neočekávaný operátor / Chyba ve výrazu: Neočekávaný operátor / Chyba ve výrazu: Neočekávaný operátor / Chyba ve výrazu: Neočekávaný operátor / Chyba ve výrazu: Neočekávaný operátor / -1.0000-0 | 103753 Q26790994  | Kategorie „Kounické lindy“ na Wikimedia Commons                                        | Podél cesty u naučné stezky Kounická a cyklotrasy 8209 na hrázi rybníka U cihelny , vlevo od silnice Kounice–Černíky. Stromořadí 15 lind, které jsou již v dosti špatném zdravotním stavu – olámané větve, trouchnivějící dřevo kmenů, nalezeny plodnice sírovce žlutooranžového. Kmeny vyvěvené, stromy jsou dost špatné, duté a ztrouchnivělé, ale pořád ještě pěkné. První a zároveň největší exemplář se v 6 m dělí na dvě části a ve 12 m vyrůstají tenčí větve. Na kmeni je sírovec. Druhý strom má obvod 480 cm a další jsou ještě slabší. Strom č. 8 je torzo. |
| Černý topol u Kounic                                   |                                   | Kounice 50°6′39″ s. š., 14°51′2″ v. d.                      | topol černý                    | 510 | 103752 Q26788744  |                                                                                        | V obci na křižovatce silnic Kounice–Vykáň–Černíky. |
| Kovanická lípa †                                       |                                   | Kovanice 50°10′13″ s. š., 15°4′30″ v. d.                    | lípa malolistá                 | 305 | 103751 Q26788743  | Kategorie „Tilia cordata in Kovanice“ na Wikimedia Commons                             | U vnější strany zdi starého hřbitova u kostela sv. Václava. Ochrana zrušena 30.11.2024. |
| Duby a jilmy na Ostrově                                |                                   | Kovanice 50°10′1″ s. š., 15°4′55″ v. d.                     | dub letní (13) jilm horský (5) | & Chyba ve výrazu: Neočekávaný operátor / Chyba ve výrazu: Neočekávaný operátor / Chyba ve výrazu: Neočekávaný operátor / Chyba ve výrazu: Neočekávaný operátor / Chyba ve výrazu: Neočekávaný operátor / Chyba ve výrazu: Neočekávaný operátor / Chyba ve výrazu: Neočekávaný operátor / Chyba ve výrazu: Neočekávaný operátor / Chyba ve výrazu: Neočekávaný operátor / Chyba ve výrazu: Neočekávaný operátor / Chyba ve výrazu: Neočekávaný operátor / Chyba ve výrazu: Neočekávaný operátor / Chyba ve výrazu: Neočekávaný operátor / Chyba ve výrazu: Neočekávaný operátor / Chyba ve výrazu: Neočekávaný operátor / -1.0000-0 | 103750 Q26780267  | Kategorie „Duby a jilmy na Ostrově“ na Wikimedia Commons                               | Na levém břehu Labe u koupaliště v lokalitě „Na Ostrově“ podél cyklotrasy 0019. |
| Lípy na Kuncberku                                      |                                   | Křinec 50°16′30″ s. š., 15°8′37″ v. d.                      | lípa malolistá (2)             | 490,482 | 103749 Q26780264  | Kategorie „Lípy na Kuncberku“ na Wikimedia Commons                                     | Dvě památné lípy rostly cca 200 m od silnice Křinec – Podlužany na konci stezky na kraji vodního valu na Kuncberku. Již v roce 2009 dřeviny uváděny ve špatném stavu, rozlámané – navrženo odpamátnění jedné z lip. Dnes stojí už jen jedna. Z druhé zbývá pouze torzo. V digitálním registru ÚSOP uváděna nepřesná poloha, na které se nachází také nesmyslně i cedule označující nesprávné stromy. Vyhlášené lípy jsou na západní straně valu. |
| Zábrdovická hrušeň †                                   |                                   | Křinec 50°15′35″ s. š., 15°10′2″ v. d.                      | hrušeň obecná                  | 220 | 103714 Q26788718  | Kategorie „Zábrdovická hrušeň“ na Wikimedia Commons                                    | Solitéra, která stála u polní cesty směrem ke Svídnici. V létě 2019 došlo vlivem silného větru a oslabení kmene agresivní dřevokaznou houbou sírovcem žlutooranžovým k odlomení a pádu koruny stromu. Ochrana zrušena 4. listopadu 2019. Před zánikem měl korunu proschlou, kmen v celé délce poškozený, u paty vykotlaný, nejvyšší větve prosychaly. Plodil. Dnes na místě jen dožívající torzo. |
| Černý topol u Libice                                   |                                   | Libice nad Cidlinou 50°7′20″ s. š., 15°9′49″ v. d.          | topol černý                    | 515 | 103700 Q26788711  | Kategorie „Populus nigra close to Libice nad Cidlinou“ na Wikimedia Commons            | Matečný strom určený k odběru genetického materiálu. V roce 2004 měl silné kořenové náběhy, rovný, průběžný kmen, koruna vitální a hustá. Větve částečně prosychají, obráží z kmene. Roste na pravém břehu Cidliny, cca 300 m od soutoku s Labem u naučné stezky Libice, červeně značené turistické stezky a cyklotras 2, EV4 a Labské cyklotrasy. |
| Borovice u Patřínské bažantnice †                      |                                   | Loučeň                                                      | borovice lesní                 | 331 | 104551 Q134966911 |                                                                                        | Status památného stromu zrušen k 18. prosinci 1997. |
| Dub v Loučeni                                          |                                   | Loučeň 50°16′37″ s. š., 15°1′ v. d.                         | dub letní                      | 620 | 103747 Q26788741  |                                                                                        | V zahradě bývalé lesovny u Patřínské bažantnice. Solitérní strom s mohutným válcovitým kmenem a kořenovými náběhy. Ve kmeni je otevřená rána se ztrouchnivělým dřevem. Strom má uřízlý terminál. Je dost poškozený a ořezaný. Silně porostlý ochmetem. |
| Kaštan v Loučeni                                       |                                   | Loučeň 50°17′12″ s. š., 15°1′35″ v. d.                      | kaštanovník jedlý              | 415,385 | 103748 Q26788742  |                                                                                        | V jihovýchodní části zámeckého parku vlevo pod terasou. |
| Liliovník v Loučeni                                    |                                   | Loučeň 50°17′12″ s. š., 15°1′30″ v. d.                      | liliovník tulipánokvětý        | 353 | 103745 Q26788738  |                                                                                        | V jihovýchodní části zámeckého parku pod terasou. Kmen dost poškozený, strom bohatě olistěný, životný. Pod ním roste křídlatka. Je ničená herbicidy a jejich vliv se projevuje i na vzhledu stromu. |
| Smetanův dub                                           |                                   | Loučeň 50°17′49″ s. š., 15°1′44″ v. d.                      | dub letní                      | 515 | 103746 Q26788740  |                                                                                        | Na trase naučné stezky Loučeň, poblíž studánky U Boží vody za pomníkem Karla Aloyse Fürstenberka. Mohutný válcovitý vysoko vyvětvený kmen je ve spodní části poškozený. Větve do 9 m ořezány. Strom vypadá velmi vitálně. |
| Lípy na náměstí Na Františku                           |                                   | Lysá nad Labem 50°11′59″ s. š., 14°50′20″ v. d.             | lípa malolistá (2)             | & Chyba ve výrazu: Neočekávaný operátor / Chyba ve výrazu: Neočekávaný operátor / Chyba ve výrazu: Neočekávaný operátor / Chyba ve výrazu: Neočekávaný operátor / Chyba ve výrazu: Neočekávaný operátor / Chyba ve výrazu: Neočekávaný operátor / Chyba ve výrazu: Neočekávaný operátor / Chyba ve výrazu: Neočekávaný operátor / Chyba ve výrazu: Neočekávaný operátor / Chyba ve výrazu: Neočekávaný operátor / Chyba ve výrazu: Neočekávaný operátor / Chyba ve výrazu: Neočekávaný operátor / Chyba ve výrazu: Neočekávaný operátor / Chyba ve výrazu: Neočekávaný operátor / Chyba ve výrazu: Neočekávaný operátor / -1.0000-0 | 103691 Q26780250  | Kategorie „Tilia cordata and Tilia platyphylla in Lysá nad Labem“ na Wikimedia Commons | Na travnaté ploše náměstí Na Františku u cyklotras 0037 a EV4. Lípa srdčitá a velkolistá. Obvod 298 a 161 cm, výška 17 a 14 m, stáří 100–150 let. |
| Dub letní a ořešák černý v parku Komenského            |                                   | Lysá nad Labem 50°12′11″ s. š., 14°50′22″ v. d.             | dub letní ořešák černý         | & Chyba ve výrazu: Neočekávaný operátor / Chyba ve výrazu: Neočekávaný operátor / Chyba ve výrazu: Neočekávaný operátor / Chyba ve výrazu: Neočekávaný operátor / Chyba ve výrazu: Neočekávaný operátor / Chyba ve výrazu: Neočekávaný operátor / Chyba ve výrazu: Neočekávaný operátor / Chyba ve výrazu: Neočekávaný operátor / Chyba ve výrazu: Neočekávaný operátor / Chyba ve výrazu: Neočekávaný operátor / Chyba ve výrazu: Neočekávaný operátor / Chyba ve výrazu: Neočekávaný operátor / Chyba ve výrazu: Neočekávaný operátor / Chyba ve výrazu: Neočekávaný operátor / Chyba ve výrazu: Neočekávaný operátor / -1.0000-0 | 106223 Q76809979  |                                                                                        | V parku Komenského jako připomínka původního katolického hřbitova. Stromy s výrazným vzrůstem a přirozeným, zásahy neovlivněným, habitem – původní úplnou korunou, bez výrazných poškození. |
| Dub na Šibeničním vrchu                                |                                   | Lysá nad Labem 50°12′46″ s. š., 14°51′16″ v. d.             | dub letní                      | 394 | 103689 Q26788701  | Kategorie „Dub na Šibeničním vrchu“ na Wikimedia Commons                               | Na Šibeničním vrchu, poblíž spalovny na místě bývalého popraviště. |
| Jírovec v zámeckém parku                               |                                   | Lysá nad Labem 50°12′11″ s. š., 14°49′59″ v. d.             | jírovec maďal                  | 385 | 103690 Q26788702  | Kategorie „Jírovec maďal v zámeckém parku Lysá nad Labem“ na Wikimedia Commons         | V zámeckém parku, na západní terase. V roce 2001 došlo k odlehčení koruny a vyčištění dutiny, v koruně instalována vazba. V roce 2004 strom vypadá velmi pěkně, ale bude asi uvnitř dutý, čerstvě ulomená větev měla jen 2 cm zdravého dřeva. Kmen je ošetřený, v koruně vázání. |
| Jírovec naproti škole na náměstí B. Hrozného           |                                   | Lysá nad Labem 50°12′7″ s. š., 14°50′20″ v. d.              | jírovec maďal                  | 353 | 103687 Q12027552  | Kategorie „Jírovec naproti škole na náměstí B. Hrozného“ na Wikimedia Commons          | Naproti škole na náměstí Bedřicha Hrozného. Pravděpodobně vysazen v době výstavby staré školy. |
| Lípa srdčitá u křížku ke Stratovu †                    |                                   | Lysá nad Labem 50°12′4″ s. š., 14°51′17″ v. d.              | lípa malolistá                 | 316 | 103688            |                                                                                        | Na konci města u křížku při silnici směrem ke Stratovu, kříž na mapě z roku 1712. 1. března 2008 rozlomena nárazovým větrem. Torzo odkáceno o 4 dny později. Status památného stromu zrušen k 23. květnu 2008. |
| Lípy v Byšičkách                                       |                                   | Lysá nad Labem 50°10′50″ s. š., 14°47′37″ v. d.             | lípa velkolistá (4)            | 236 | 103684 Q26780249  | Kategorie „Lípy v Byšičkách“ na Wikimedia Commons                                      | Čtyři památné lípy rostou na návsi v Byšičkách okolo kaple svatého Václava. V bezprostřední blízkosti vede Labská cyklotrasa. |
| Nahovětvec dvoudomý †                                  |                                   | Lysá nad Labem                                              | nahovětvec kanadský            | 236 | 104548            |                                                                                        | V ulici ČSA v blízkosti bytového objektu. Status památného stromu zrušen k 17. říjnu 2002. |
| Nahovětvec u fary                                      |                                   | Lysá nad Labem 50°12′5″ s. š., 14°50′13″ v. d.              | nahovětvec kanadský            | 286 | 103685 Q26788698  |                                                                                        | Na zahradě u evangelické fary na náměstí Bedřicha Hrozného. |
| Petzoldův platan                                       |                                   | Lysá nad Labem 50°12′10″ s. š., 14°49′59″ v. d.             | platan javorolistý             | 286 | 103686 Q26788699  | Kategorie „Platan javorolistý v zámeckém parku Lysá nad Labem“ na Wikimedia Commons    | V zámeckém parku, JZ roh terasy u zámku. Strom patrně zasazen významným německým zahradním architektem Carlem Eduardem Petzoldem, který pro barona Friedricha von Leitenberga projektoval přestavbu zámeckého parku v letech 1890–91. Z jeho úprav se dochovalo jen torzo, použití nepůvodních dřevin v blízkosti sídel je však pro Petzoldovu tvorbu příznačné. |
| Duby na Řehačce (Bekovy)                               |                                   | Lysá nad Labem 50°10′49″ s. š., 14°48′31″ v. d.             | dub letní (33)                 | & Chyba ve výrazu: Neočekávaný operátor / Chyba ve výrazu: Neočekávaný operátor / Chyba ve výrazu: Neočekávaný operátor / Chyba ve výrazu: Neočekávaný operátor / Chyba ve výrazu: Neočekávaný operátor / Chyba ve výrazu: Neočekávaný operátor / Chyba ve výrazu: Neočekávaný operátor / Chyba ve výrazu: Neočekávaný operátor / Chyba ve výrazu: Neočekávaný operátor / Chyba ve výrazu: Neočekávaný operátor / Chyba ve výrazu: Neočekávaný operátor / Chyba ve výrazu: Neočekávaný operátor / Chyba ve výrazu: Neočekávaný operátor / Chyba ve výrazu: Neočekávaný operátor / Chyba ve výrazu: Neočekávaný operátor / -1.0000-0 | 103677 Q26780247  |                                                                                        | Na břehu bývalého labského ramene v chatové osadě Řehačka podél naučné stezky Údolím Labe. Stromy se nacházejí částečně ve volné přírodě a částečně na zahradách a jejich stáří je odhadováno od 70 do 200 let. Místní vzrostlé duby se zalíbily hraběti Františku Antonínu Šporkovi natolik, že v roce 1719 podnikl přesadbu vzrostlého dubu do blízkosti svého loveckého zámečku Bon Repos na Čihadlech. Přesadby se zúčastnilo 56 párů koní. I přes velkou námahu se přesadba nezdařila. |
| Lípy u studánky pod Viničkami                          |                                   | Lysá nad Labem 50°12′26″ s. š., 14°48′34″ v. d.             | lípa malolistá (3)             | & Chyba ve výrazu: Neočekávaný operátor / Chyba ve výrazu: Neočekávaný operátor / Chyba ve výrazu: Neočekávaný operátor / Chyba ve výrazu: Neočekávaný operátor / Chyba ve výrazu: Neočekávaný operátor / Chyba ve výrazu: Neočekávaný operátor / Chyba ve výrazu: Neočekávaný operátor / Chyba ve výrazu: Neočekávaný operátor / Chyba ve výrazu: Neočekávaný operátor / Chyba ve výrazu: Neočekávaný operátor / Chyba ve výrazu: Neočekávaný operátor / Chyba ve výrazu: Neočekávaný operátor / Chyba ve výrazu: Neočekávaný operátor / Chyba ve výrazu: Neočekávaný operátor / Chyba ve výrazu: Neočekávaný operátor / -1.0000-0 | 103744 Q26780253  |                                                                                        | U studánky u křížku pod „Viničkami“ při levé straně silnice na Starou Lysou u naučné stezky Údolím Labe. |
| Topol u rybníka Slatinka                               |                                   | Malá Strana u Chotěšic 50°15′58″ s. š., 15°16′58″ v. d.     | topol černý                    | & Chyba ve výrazu: Neočekávaný operátor / Chyba ve výrazu: Neočekávaný operátor / Chyba ve výrazu: Neočekávaný operátor / Chyba ve výrazu: Neočekávaný operátor / Chyba ve výrazu: Neočekávaný operátor / Chyba ve výrazu: Neočekávaný operátor / Chyba ve výrazu: Neočekávaný operátor / Chyba ve výrazu: Neočekávaný operátor / Chyba ve výrazu: Neočekávaný operátor / Chyba ve výrazu: Neočekávaný operátor / Chyba ve výrazu: Neočekávaný operátor / Chyba ve výrazu: Neočekávaný operátor / Chyba ve výrazu: Neočekávaný operátor / Chyba ve výrazu: Neočekávaný operátor / Chyba ve výrazu: Neočekávaný operátor / -1.0000-0 | 103703 Q26780279  | Kategorie „Památný topol u rybníka Slatinka“ na Wikimedia Commons                      | Při levém okraji silnice ve směru na Záhornice (50 m od rybníka Slatinka), v roce 1997 zrušena ochrana jednoho ze dvou topolů, jenž byl zasažen bleskem a začal prosychat. |
| Buk v Podlesí                                          |                                   | Mcely 50°17′54″ s. š., 15°3′19″ v. d.                       | buk lesní                      | 465 | 103743 Q26788737  | Kategorie „Buk v Podlesí“ na Wikimedia Commons                                         | Na severozápadním okraji NPR Čtvrtě v lesní trati „V Podlesí“, 300 m od silnice Studce – Mcely, jižně od žlutě značené turistické cesty. |
| Dřín u Mcel                                            |                                   | Mcely 50°17′41″ s. š., 15°3′41″ v. d.                       | dřín obecný                    | 91, 119, 100 | 103742 Q26788736  | Kategorie „Dřín u Mcel“ na Wikimedia Commons                                           | V národní přírodní rezervaci Čtvrtě, v lesní trati „Na dílech“. Dřín je od země rozvětvený – tojkmen, značně proschlý, okolí je vysekáno. |
| Dub u zámku Mcely                                      |                                   | Mcely 50°18′ s. š., 15°4′36″ v. d.                          | dub letní                      | 339, 150, 347 | 103741 Q26788735  | Kategorie „Dub u zámku Mcely“ na Wikimedia Commons                                     | Od severního průčelí zámku cca 150 m vlevo od příjezdové cesty. Dříve čtyřkmen, dnes pouze trojkmen s obvody 339, 150 a 347 cm (2009). |
| Dub u zámku                                            |                                   | Mcely 50°17′57″ s. š., 15°4′40″ v. d.                       | dub velkokvětý                 | 452 | 103699 Q26788710  | Kategorie „Dub u zámku“ na Wikimedia Commons                                           | V jižní části zámeckého parku za zámkem. Strom v mládí naroubován na jiný druh dubu o čemž svědčí zřetelná rýha na bázi kmene. |
| Dub u Štítarského rybníka                              |                                   | Městec Králové 50°13′38″ s. š., 15°16′14″ v. d.             | dub letní                      | 555 | 103740 Q26788734  | Kategorie „Dub letní (Městec Králové)“ na Wikimedia Commons                            | Na hrázi bývalého Štítarského rybníka poblíž můstku přes Štítarský potok. u aleje starobylých lip skrze niž vede modře značená turistická stezka. Strom má terminální kmen s centrální, částečně ošetřenou dutinou, koruna široká, větve zasychají. |
| Havlíčkova lípa                                        |                                   | Milčice u Peček 50°6′24″ s. š., 14°59′32″ v. d.             | lípa malolistá                 | 243 | 103697 Q26788708  | Kategorie „Havlíčkova lípa (Milčice)“ na Wikimedia Commons                             | Na návsi před bývalým Čermákovým statkem vysazena dne 29. října 1906 k 50. výročí úmrtí Karla Havlíčka Borovského. Kolem vede Poutní cesta Blaník–Říp a cyklistická trasa 8209. |
| Hrušeň v Milčicích                                     |                                   | Milčice u Peček 50°6′13″ s. š., 14°59′42″ v. d.             | hrušeň obecná                  | 272 | 103698 Q26788709  | Kategorie „Hrušeň v Milčicích“ na Wikimedia Commons                                    | Na konci obce, při pravém okraji silnice ve směru na Pečky. |
| Stromořadí 20 platanů javorolistých v Rakouském táboře |                                   | Milovice nad Labem 50°13′29″ s. š., 14°52′18″ v. d.         | platan javorolistý (20)        | & Chyba ve výrazu: Neočekávaný operátor / Chyba ve výrazu: Neočekávaný operátor / Chyba ve výrazu: Neočekávaný operátor / Chyba ve výrazu: Neočekávaný operátor / Chyba ve výrazu: Neočekávaný operátor / Chyba ve výrazu: Neočekávaný operátor / Chyba ve výrazu: Neočekávaný operátor / Chyba ve výrazu: Neočekávaný operátor / Chyba ve výrazu: Neočekávaný operátor / Chyba ve výrazu: Neočekávaný operátor / Chyba ve výrazu: Neočekávaný operátor / Chyba ve výrazu: Neočekávaný operátor / Chyba ve výrazu: Neočekávaný operátor / Chyba ve výrazu: Neočekávaný operátor / Chyba ve výrazu: Neočekávaný operátor / -1.0000-0 | 103681 Q26790948  | Kategorie „Stromořadí platanů Milovice“ na Wikimedia Commons                           | V lokalitě Rakouský tábor nedaleko hřiště v Zákoutí. Mezi stromy vede žlutě značená turistická stezka. |
| Duby u rybníka Vražda                                  |                                   | Nouzov u Dymokur 50°16′12″ s. š., 15°14′53″ v. d.           | dub letní (2)                  | & Chyba ve výrazu: Neočekávaný operátor / Chyba ve výrazu: Neočekávaný operátor / Chyba ve výrazu: Neočekávaný operátor / Chyba ve výrazu: Neočekávaný operátor / Chyba ve výrazu: Neočekávaný operátor / Chyba ve výrazu: Neočekávaný operátor / Chyba ve výrazu: Neočekávaný operátor / Chyba ve výrazu: Neočekávaný operátor / Chyba ve výrazu: Neočekávaný operátor / Chyba ve výrazu: Neočekávaný operátor / Chyba ve výrazu: Neočekávaný operátor / Chyba ve výrazu: Neočekávaný operátor / Chyba ve výrazu: Neočekávaný operátor / Chyba ve výrazu: Neočekávaný operátor / Chyba ve výrazu: Neočekávaný operátor / -1.0000-0 | 103739 Q26780283  | Kategorie „Památné duby u rybníka Vražda“ na Wikimedia Commons                         | Hráz rybníka Vražda; v srpnu 2010 rozlomení jednoho ze dvou chráněných dubů, byl odklizen, fotodokumentace se nedochovala, doručeno jen oznámení o pokácení. |
| Hrušeň obecná †                                        |                                   | Nouzov u Dymokur                                            | hrušeň obecná                  | 197 | 105203            |                                                                                        | Na hrázi rybníka Vražda; status památného stromu zrušen k 18. prosinci 1997. |
| Jasan na Husově náměstí                                |                                   | Nymburk 50°11′19″ s. š., 15°2′29″ v. d.                     | jasan ztepilý                  | 473 | 103738 Q26788733  | Kategorie „Jasan na Husově náměstí (Nymburk)“ na Wikimedia Commons                     | V parku na Husově náměstí, v ulici Velké Valy, nedaleko Husova sboru. Strom má válcovitý a boulovitý kmen. |
| Topol u Nymburka                                       |                                   | Nymburk 50°10′48″ s. š., 15°4′ v. d.                        | topol černý                    | 766 | 106022 Q26790632  | Kategorie „Topol u Nymburka“ na Wikimedia Commons                                      | Vyhlášen jako „Strom hrdina“ v roce 2019. |
| Dub u Opolan                                           |                                   | Opolany 50°7′30″ s. š., 15°12′46″ v. d.                     | dub letní                      | 421 | 103705 Q26788713  | Kategorie „Dub v Opolanech“ na Wikimedia Commons                                       | V jižní části obce za fotbalovým hřištěm, vedle silnice směrem na Kanín u zeleně značené turistické cesty a cyklotrasy 4199. |
| Hrušeň v Opolanech                                     |                                   | Opolany 50°7′40″ s. š., 15°12′56″ v. d.                     | hrušeň obecná                  | 245 | 105448 Q26790042  |                                                                                        | V obci před kulturním domem u zeleně značené turistické cesty a rozcestí cyklotras 4199 a 4334. |
| Dub letní na louce u Labe                              |                                   | Oseček 50°6′16″ s. š., 15°9′22″ v. d.                       | dub letní                      | 400 | 103683 Q26788697  | Kategorie „Dub letní na louce u Labe“ na Wikimedia Commons                             | Na louce za obcí Oseček směrem k Labi, před chatovou osadou na dohled z modře značené turistické cesty. |
| Lipové stromořadí u Oskořínku                          |                                   | Oskořínek 50°14′48″ s. š., 15°5′42″ v. d.                   | lípa malolistá (38)            | & Chyba ve výrazu: Neočekávaný operátor / Chyba ve výrazu: Neočekávaný operátor / Chyba ve výrazu: Neočekávaný operátor / Chyba ve výrazu: Neočekávaný operátor / Chyba ve výrazu: Neočekávaný operátor / Chyba ve výrazu: Neočekávaný operátor / Chyba ve výrazu: Neočekávaný operátor / Chyba ve výrazu: Neočekávaný operátor / Chyba ve výrazu: Neočekávaný operátor / Chyba ve výrazu: Neočekávaný operátor / Chyba ve výrazu: Neočekávaný operátor / Chyba ve výrazu: Neočekávaný operátor / Chyba ve výrazu: Neočekávaný operátor / Chyba ve výrazu: Neočekávaný operátor / Chyba ve výrazu: Neočekávaný operátor / -1.0000-0 | 103680 Q26790888  |                                                                                        | Podél silnice mezi Oskořínkem a kostelem v Hrubém Jeseníku. Dnes chráněno 33 stromů z původních 38. Položka se dubluje s lipovou alejí v Hrubém Jeseníku. Viz výše. |
| Lípy u Sv. Jana Nepomuckého v Oskořínku                |                                   | Oskořínek 50°14′37″ s. š., 15°5′22″ v. d.                   | lípa malolistá (2)             | & Chyba ve výrazu: Neočekávaný operátor / Chyba ve výrazu: Neočekávaný operátor / Chyba ve výrazu: Neočekávaný operátor / Chyba ve výrazu: Neočekávaný operátor / Chyba ve výrazu: Neočekávaný operátor / Chyba ve výrazu: Neočekávaný operátor / Chyba ve výrazu: Neočekávaný operátor / Chyba ve výrazu: Neočekávaný operátor / Chyba ve výrazu: Neočekávaný operátor / Chyba ve výrazu: Neočekávaný operátor / Chyba ve výrazu: Neočekávaný operátor / Chyba ve výrazu: Neočekávaný operátor / Chyba ve výrazu: Neočekávaný operátor / Chyba ve výrazu: Neočekávaný operátor / Chyba ve výrazu: Neočekávaný operátor / -1.0000-0 | 103736 Q26780263  | Kategorie „Lípy u Sv. Jana Nepomuckého v Oskořínku“ na Wikimedia Commons               | U silnice do Hrubého Jeseníku u sochy sv. Jana Nepomuckého. |
| Duby v Mydlovarském luhu                               |                                   | Ostrá 50°10′26″ s. š., 14°54′53″ v. d.                      | dub letní (4)                  | & Chyba ve výrazu: Neočekávaný operátor / Chyba ve výrazu: Neočekávaný operátor / Chyba ve výrazu: Neočekávaný operátor / Chyba ve výrazu: Neočekávaný operátor / Chyba ve výrazu: Neočekávaný operátor / Chyba ve výrazu: Neočekávaný operátor / Chyba ve výrazu: Neočekávaný operátor / Chyba ve výrazu: Neočekávaný operátor / Chyba ve výrazu: Neočekávaný operátor / Chyba ve výrazu: Neočekávaný operátor / Chyba ve výrazu: Neočekávaný operátor / Chyba ve výrazu: Neočekávaný operátor / Chyba ve výrazu: Neočekávaný operátor / Chyba ve výrazu: Neočekávaný operátor / Chyba ve výrazu: Neočekávaný operátor / -1.0000-0 | 103678 Q26780243  |                                                                                        | Stromy rostou v PR Mydlovarský luh na levém břehu Farského potoka. Jeden dub je dvoják s tlakovým větvením bez poškození. Druhý je vitální jedinec s náklonem kmene od potoka, z minulosti registrována prasklina ve kmeni ze strany od potoka. Třetí je vitální. Čtvrtý také zdravý, nejvyšší ze skupiny s vysoko založenou korunou. |
| Hrušeň u Ostrova                                       |                                   | Ostrov u Poděbrad 50°11′11″ s. š., 15°10′35″ v. d.          | hrušeň obecná                  | 220 | 103696 Q26788707  |                                                                                        | Na Blatenském ostrově v polích u silnice severně od dvora Blato. |
| Dub v Oškobrhu †                                       |                                   | Oškobrh 50°8′36″ s. š., 15°14′21″ v. d.                     | dub letní                      | 350 | 103737 Q75570067  |                                                                                        | Strom ještě v roce 2003 rostl na dvoře čp. 1. Ochrana zrušena 16.02.2024. |
| Lípa v Pístech                                         |                                   | Písty u Nymburka 50°9′54″ s. š., 15°0′8″ v. d.              | lípa malolistá                 | 333 | 103708 Q26788714  | Kategorie „Tilia cordata in Písty“ na Wikimedia Commons                                | V centru obce u kaple. V roce 2003 proveden ořez větví a vazba stromu. |
| Dub letní v Poděbradech 2                              | Dub letní u golfu                 | Poděbrady 50°8′13″ s. š., 15°8′24″ v. d.                    | dub letní                      | 400 | 105768 Q26790350  | Kategorie „Dub_letní_u_golfu_v_Poděbradech“ na Wikimedia Commons                       | Na golfovém hřišti u druhé jamky. |
| Dub letní v Poděbradech                                |                                   | Poděbrady 50°8′39″ s. š., 15°7′14″ v. d.                    | dub letní                      | 398 | 105769 Q26790351  | Kategorie „Dub letní v Poděbradech“ na Wikimedia Commons                               | Strom roste v lázeňském parku před lázeňskou poliklinikou. |
| Dub u školy                                            |                                   | Poděbrady 50°8′44″ s. š., 15°6′59″ v. d.                    | dub letní                      | 492 | 103734 Q26788731  | Kategorie „Dub u školy“ na Wikimedia Commons                                           | 180 let starý dub roste ve Studentské ulici v zahradě gymnázia. V roce 2004 na kmeni nebyla zjištěna mechanická poškození, v koruně částečně prosychají menší vedlejší větve a koncové větvičky (max do 15% objemu). V roce 2014 pozorováno v koruně menší množství suchých větví, spíše drobnějších větviček, na kmeni menší deprese. |
| Platan v Poděbradech                                   |                                   | Poděbrady 50°8′24″ s. š., 15°6′45″ v. d.                    | platan javorolistý             | 470 | 106082 Q26790718  | Kategorie „Platan v Poděbradech“ na Wikimedia Commons                                  | Dominanta zrekonstruovaného parčíku u kostela Nanebevzetí Panny Marie u cyklotrasy 8240. |
| Poděbradský dub †                                      |                                   | Poděbrady                                                   | dub                            | & Chyba ve výrazu: Neočekávaný operátor / Chyba ve výrazu: Neočekávaný operátor / Chyba ve výrazu: Neočekávaný operátor / Chyba ve výrazu: Neočekávaný operátor / Chyba ve výrazu: Neočekávaný operátor / Chyba ve výrazu: Neočekávaný operátor / Chyba ve výrazu: Neočekávaný operátor / Chyba ve výrazu: Neočekávaný operátor / Chyba ve výrazu: Neočekávaný operátor / Chyba ve výrazu: Neočekávaný operátor / Chyba ve výrazu: Neočekávaný operátor / Chyba ve výrazu: Neočekávaný operátor / Chyba ve výrazu: Neočekávaný operátor / Chyba ve výrazu: Neočekávaný operátor / Chyba ve výrazu: Neočekávaný operátor / -1.0000-0 |                   |                                                                                        | Památný dub připomínaný v řadě pověstí v souvislosti s popravou nevinných havířů, po níž na něm začaly růst žaludy s kápěmi havířskými. Zanikl roku 1784 po úderu blesku v roce 1777. |
| Tis za kulturním střediskem                            |                                   | Poděbrady 50°8′38″ s. š., 15°7′0″ v. d.                     | tis červený                    | 239 | 103709 Q26788716  | Kategorie „Tis za kulturním střediskem“ na Wikimedia Commons                           | Roste v ulici Na Valech na okraji lázeňského parku za obchodním domem. V roce 2004 měl kmen i větve bez mechanického poškození. V celé koruně žloutly koncové větvičky. V roce 2014 koruna bez žloutnoucích větviček, zdravý. |
| Topol u Skupice                                        |                                   | Poděbrady 50°8′23″ s. š., 15°7′28″ v. d.                    | topol černý                    | 458 | 103695 Q26788706  | Kategorie „Populus × canadensis 103695 Poděbrady“ na Wikimedia Commons                 | Roste při ústí slepého ramena Labe zvaného Skupice nedaleko zdymadel u červeně značené turistické stezky a cyklotras 2, EV4 a Labské cyklotrasy a u naučné stezky Skupice–Huslík. Matečný strom určený k odběru genetického materiálu. |
| Topol v Poděbradech                                    | Topol černý v Poděbradech 1       | Poděbrady 50°8′26″ s. š., 15°7′ v. d.                       | topol černý                    | 580 | 103694 Q26788705  | Kategorie „Topol_černý_v_Poděbradech_1“ na Wikimedia Commons                           | Roste na levém břehu Labe mezi plavební komorou a silničním mostem. Strom je určen pro sběr semen jako genetického materiálu. |
| Topol v Poděbradech 2                                  | Topol černý v Poděbradech 2       | Poděbrady 50°8′25″ s. š., 15°7′2″ v. d.                     | topol černý                    | 622 | 103693 Q26788704  | Kategorie „Topol_černý_v_Poděbradech_2“ na Wikimedia Commons                           | 33 metrů vysoký topol je určen pro sběr semen jako genetického materiálu. Roste mezi plavební komorou a mostem. |
| Zádušní dub †                                          | Zbytky vyvráceného Zádušního dubu | Poděbrady 50°8′10″ s. š., 15°7′54″ v. d.                    | dub letní                      | 454 | 103735 Q26788732  | Kategorie „Zádušní_dub_v_Poděbradech“ na Wikimedia Commons                             | Nejstarší památný strom Poděbrad, kolem 180 let starý dub rostl na Primátorských ostrovech na břehu Labe u červeně značené turistické stezky a cyklotras 2, EV4 a Labské cyklotrasy a u naučné stezky Skupice–Huslík. Strom se vyvrátil 16. srpna 2010. Původní domněnka, že strom napadený dřevokaznými houbami rezavcem dubovým a lesklokorkou ploskou byl fatálně poškozen při opravě cyklostezky, byla při místním šetření pracovníky Agentury ochrany přírody a krajiny ČR revidována. Z šetření vyplynulo, že strom zanikl z důvodu silného podmáčení jeho habitatu a absence kůlového kořene. Na místě ponecháno torzo kmene – pařez. Ochrana zrušena 16.02.2024. |
| Lípy u Bartoloměje                                     |                                   | Podmoky u Městce Králové 50°11′30″ s. š., 15°14′5″ v. d.    | lípa malolistá (3)             | & Chyba ve výrazu: Neočekávaný operátor / Chyba ve výrazu: Neočekávaný operátor / Chyba ve výrazu: Neočekávaný operátor / Chyba ve výrazu: Neočekávaný operátor / Chyba ve výrazu: Neočekávaný operátor / Chyba ve výrazu: Neočekávaný operátor / Chyba ve výrazu: Neočekávaný operátor / Chyba ve výrazu: Neočekávaný operátor / Chyba ve výrazu: Neočekávaný operátor / Chyba ve výrazu: Neočekávaný operátor / Chyba ve výrazu: Neočekávaný operátor / Chyba ve výrazu: Neočekávaný operátor / Chyba ve výrazu: Neočekávaný operátor / Chyba ve výrazu: Neočekávaný operátor / Chyba ve výrazu: Neočekávaný operátor / -1.0000-0 | 103733 Q26780277  | Kategorie „Lípy u Bartoloměje“ na Wikimedia Commons                                    | U hřbitovní zdi kostela svatého Bartoloměje. Jedna lípa spadla a byla pokácena, chráněny už jen dvě lípy. |
| Lípy u křížku za bažantnici                            |                                   | Podolí u Rožďalovic 50°18′50″ s. š., 15°10′51″ v. d.        | lípa malolistá (2)             | & Chyba ve výrazu: Neočekávaný operátor / Chyba ve výrazu: Neočekávaný operátor / Chyba ve výrazu: Neočekávaný operátor / Chyba ve výrazu: Neočekávaný operátor / Chyba ve výrazu: Neočekávaný operátor / Chyba ve výrazu: Neočekávaný operátor / Chyba ve výrazu: Neočekávaný operátor / Chyba ve výrazu: Neočekávaný operátor / Chyba ve výrazu: Neočekávaný operátor / Chyba ve výrazu: Neočekávaný operátor / Chyba ve výrazu: Neočekávaný operátor / Chyba ve výrazu: Neočekávaný operátor / Chyba ve výrazu: Neočekávaný operátor / Chyba ve výrazu: Neočekávaný operátor / Chyba ve výrazu: Neočekávaný operátor / -1.0000-0 | 103725 Q26780260  |                                                                                        | Dvě památné lípy rostou u křížku na křižovatce polních cest Rožďalovice – Bučice – Podolí – Hasina. |
| Hrušeň Mydlinka                                        |                                   | Přední Lhota 50°8′5″ s. š., 15°5′16″ v. d.                  | hrušeň obecná                  | 198 | 103732 Q26788730  | Kategorie „Hrušeň Mydlinka (Přední Lhota)“ na Wikimedia Commons                        | Roste na zahrádce u č. 18. Má dvě kosterní větve, na úrovni úžlabí na jedné z nich dutina po odříznuté větvi. V koruně na její bázi výskyt suchých větví. |
| Lípy u Božích muk Na Vrších                            |                                   | Přerov nad Labem 50°9′11″ s. š., 14°48′55″ v. d.            | lípa malolistá (4)             | & Chyba ve výrazu: Neočekávaný operátor / Chyba ve výrazu: Neočekávaný operátor / Chyba ve výrazu: Neočekávaný operátor / Chyba ve výrazu: Neočekávaný operátor / Chyba ve výrazu: Neočekávaný operátor / Chyba ve výrazu: Neočekávaný operátor / Chyba ve výrazu: Neočekávaný operátor / Chyba ve výrazu: Neočekávaný operátor / Chyba ve výrazu: Neočekávaný operátor / Chyba ve výrazu: Neočekávaný operátor / Chyba ve výrazu: Neočekávaný operátor / Chyba ve výrazu: Neočekávaný operátor / Chyba ve výrazu: Neočekávaný operátor / Chyba ve výrazu: Neočekávaný operátor / Chyba ve výrazu: Neočekávaný operátor / -1.0000-0 | 104629 Q11877053  | Kategorie „Lípy u Božích muk Na Vrších“ na Wikimedia Commons                           | Stromy rostou na návrší nad obcí u božích muk a studánky. Ochrana jedné z lip zrušena 3. srpna 2016. |
| Jabloň v Rašovicích †                                  |                                   | Rašovice u Nymburka 50°12′23″ s. š., 15°6′59″ v. d.         | jabloň lesní                   | 240 | 104549            |                                                                                        | Stávala v obci na návsi. Jabloň se zlomila při vichřici 3. července 2002. Status památného stromu zrušen k 25. září 2002. |
| Rožďalovické jírovce                                   |                                   | Rožďalovice 50°18′29″ s. š., 15°10′14″ v. d.                | jírovec maďal (2)              | & Chyba ve výrazu: Neočekávaný operátor / Chyba ve výrazu: Neočekávaný operátor / Chyba ve výrazu: Neočekávaný operátor / Chyba ve výrazu: Neočekávaný operátor / Chyba ve výrazu: Neočekávaný operátor / Chyba ve výrazu: Neočekávaný operátor / Chyba ve výrazu: Neočekávaný operátor / Chyba ve výrazu: Neočekávaný operátor / Chyba ve výrazu: Neočekávaný operátor / Chyba ve výrazu: Neočekávaný operátor / Chyba ve výrazu: Neočekávaný operátor / Chyba ve výrazu: Neočekávaný operátor / Chyba ve výrazu: Neočekávaný operátor / Chyba ve výrazu: Neočekávaný operátor / Chyba ve výrazu: Neočekávaný operátor / -1.0000-0 | 103704 Q26780257  | Kategorie „Jírovce v Rožďalovicích“ na Wikimedia Commons                               | Proti vchodu do zámku vedle sochy sv. Václava u cyklotrasy 4368. |
| Buk Kalek                                              |                                   | Rožďalovice 50°18′52″ s. š., 15°9′43″ v. d.                 | buk lesní                      | 375 | 103728 Q26788727  | Kategorie „Buk Kalek“ na Wikimedia Commons                                             | Na levé straně silnice do Tuchomi na okraji lesa Kálek. |
| Dub Židák                                              |                                   | Rožďalovice 50°18′25″ s. š., 15°10′47″ v. d.                | dub zimní                      | 436 | 103729 Q26788728  | Kategorie „Židák u Rožďalovic“ na Wikimedia Commons                                    | U zeleně značené turistické cesty k Bučickému rybníku na okraji lesa Židák. |
| Dub Ve škarpě                                          |                                   | Rožďalovice 50°18′29″ s. š., 15°10′22″ v. d.                | dub zimní                      | 430 | 103730 Q26788729  |                                                                                        | V bývalém zámeckém parku u domova důchodců. |
| Jinan v Roždalovicích                                  |                                   | Rožďalovice 50°18′28″ s. š., 15°10′19″ v. d.                | jinan dvoulaločný              | 270 | 103727 Q26788726  |                                                                                        | V bývalém zámeckém parku u domova pro seniory. Strom rozvětvuje z jednoho místa, bez terminálu. Neplodí. |
| Jírovce u Isidora                                      |                                   | Rožďalovice 50°18′24″ s. š., 15°9′19″ v. d.                 | jírovec maďal (3)              | & Chyba ve výrazu: Neočekávaný operátor / Chyba ve výrazu: Neočekávaný operátor / Chyba ve výrazu: Neočekávaný operátor / Chyba ve výrazu: Neočekávaný operátor / Chyba ve výrazu: Neočekávaný operátor / Chyba ve výrazu: Neočekávaný operátor / Chyba ve výrazu: Neočekávaný operátor / Chyba ve výrazu: Neočekávaný operátor / Chyba ve výrazu: Neočekávaný operátor / Chyba ve výrazu: Neočekávaný operátor / Chyba ve výrazu: Neočekávaný operátor / Chyba ve výrazu: Neočekávaný operátor / Chyba ve výrazu: Neočekávaný operátor / Chyba ve výrazu: Neočekávaný operátor / Chyba ve výrazu: Neočekávaný operátor / -1.0000-0 | 103726 Q26780261  | Kategorie „Jírovce u Isidora“ na Wikimedia Commons                                     | Tři památné stromy rostou na křižovatce silnic Rožďalovice – Doubravany – Košík, u sv. Isidora. Stromy napadeny klíněnkou. Nejmohutnější ze stromů je dvoják s laminátovou stříškou úžlabí. |
| Lípa u sv. Havla                                       |                                   | Rožďalovice 50°18′25″ s. š., 15°10′14″ v. d.                | lípa malolistá                 | 392 | 103724 Q26788725  | Kategorie „Lípa u sv. Havla“ na Wikimedia Commons                                      | Před hlavních vchodem do kostela sv. Havla. Vysazena v roce 1792 při zakoupení panství Lobkovici. |
| Dřezovec v Borech                                      |                                   | Sadská 50°9′15″ s. š., 14°59′5″ v. d.                       | dřezovec trojtrnný             | 170 | 103722 Q26788723  | Kategorie „Dřezovec trojtrnný (Sadská)“ na Wikimedia Commons                           | U budovy odborného učiliště v Borech. |
| Lípa v Sadské                                          |                                   | Sadská 50°9′22″ s. š., 14°58′23″ v. d.                      | lípa malolistá                 | 425 | 103723 Q26788724  |                                                                                        | U starého labského pramene v lese Bory v přírodním parku Kersko – Bory. |
| Jilm v Sadské                                          |                                   | Sadská 50°8′2″ s. š., 14°59′16″ v. d.                       | jilm vaz                       | 350 | 106546            |                                                                                        | Mezi silnicí II/611 a chodníkem. |
| Duby v Boru                                            |                                   | Sadská 50°9′38″ s. š., 14°58′51″ v. d.                      | dub letní (10)                 | & Chyba ve výrazu: Neočekávaný operátor / Chyba ve výrazu: Neočekávaný operátor / Chyba ve výrazu: Neočekávaný operátor / Chyba ve výrazu: Neočekávaný operátor / Chyba ve výrazu: Neočekávaný operátor / Chyba ve výrazu: Neočekávaný operátor / Chyba ve výrazu: Neočekávaný operátor / Chyba ve výrazu: Neočekávaný operátor / Chyba ve výrazu: Neočekávaný operátor / Chyba ve výrazu: Neočekávaný operátor / Chyba ve výrazu: Neočekávaný operátor / Chyba ve výrazu: Neočekávaný operátor / Chyba ve výrazu: Neočekávaný operátor / Chyba ve výrazu: Neočekávaný operátor / Chyba ve výrazu: Neočekávaný operátor / -1.0000-0 | 103721 Q26780273  | Kategorie „Skupina deseti dubů letních (Sadská)“ na Wikimedia Commons                  | V lesním porostu Bory naproti parkovišti u jezera. |
| Dub u Slibovic                                         |                                   | Slibovice 50°10′49″ s. š., 15°22′22″ v. d.                  | dub letní                      | 510 | 103720 Q26788722  |                                                                                        | Veterán se zvětšující se dutinou rostoucí 200 metrů východně od obce u samoty čp. 1. |
| Lípy u kaple sv. Jana Křtitele ve Staré Lysé           |                                   | Stará Lysá 50°13′33″ s. š., 14°47′58″ v. d.                 | lípa malolistá (6)             | 340, 282, 245, 372, 222, 230 | 103719 Q26780241  | Kategorie „Památné lípy u kaple sv. Jana Křtitele ve Staré Lysé“ na Wikimedia Commons  | Stromy obklopují kapli sv. Jana Křtitele. Kolem vede zeleně značená turistická cesta a cyklotrasa 0041. |
| Tis u zámečku Bon Repos na Čihadlech                   |                                   | Stará Lysá 50°14′28″ s. š., 14°47′34″ v. d.                 | tis červený                    | 190 | 103692 Q26788703  |                                                                                        | V parku loveckého zámečku Bon Repos na Čihadlech. |
| Tisíciletá lípa ve Staré Lysé                          |                                   | Stará Lysá 50°13′18″ s. š., 14°48′13″ v. d.                 | lípa malolistá                 | 727 | 103718 Q12059051  | Kategorie „Tisíciletá lípa ve Staré Lysé“ na Wikimedia Commons                         | Lípa rostla původně na hrázi rybníka. Nyní se nachází uprostřed návsi u kamenného kříže nedaleko školy u zeleně značené turistické cesty a cyklotrasy 0037. V anketě Strom roku 2007 získala druhé místo. Má mohutné kořenové náběhy, boulovitý kmen i kořeny, obrůstá, kmen je dutý. V novodobé historii byl strom již dvakrát ohrožen ohněm v dutině. Poprvé v 60. letech 20. století a podruhé koncem roku 2003. |
| Lípa ve Stratově                                       |                                   | Stratov 50°11′44″ s. š., 14°54′32″ v. d.                    | lípa malolistá                 | 372 | 103676 Q26788696  | Kategorie „Lípa ve Stratově“ na Wikimedia Commons                                      | Na návsi ve Stratově. Rodový strom od roku 1884 součástí gruntu Sanholzových. |
| Svídnická hrušeň                                       |                                   | Svídnice u Dymokur 50°15′24″ s. š., 15°10′24″ v. d.         | hrušeň obecná                  | 230 | 103717 Q26788721  | Kategorie „Hrušeň u Svídnice“ na Wikimedia Commons                                     | V poli u silnice Svídnice – Černá Hora. V roce 2003 pravděpodobně vichřicí značně poškozena. Byla celkově ve špatném stavu, větve polámané, neošetřené, strom trouchnivý, zdravá byla pouze jedna větev. Podle letecké mapy strom zřejmě již zanikl. Při kontrole v roce 2020 nalezeny na místě drobné pozůstatky kmene. |
| Havranský dub                                          |                                   | Vestec nad Mrlinou 50°12′53″ s. š., 15°7′31″ v. d.          | dub letní                      | 530 | 103715 Q26788719  |                                                                                        | V polích v remízku nedaleko silnice ve směru do Rašovic za osadou Havransko. |
| Dub letní †                                            |                                   | Všechlapy u Nymburka                                        | dub letní                      | & Chyba ve výrazu: Neočekávaný operátor / Chyba ve výrazu: Neočekávaný operátor / Chyba ve výrazu: Neočekávaný operátor / Chyba ve výrazu: Neočekávaný operátor / Chyba ve výrazu: Neočekávaný operátor / Chyba ve výrazu: Neočekávaný operátor / Chyba ve výrazu: Neočekávaný operátor / Chyba ve výrazu: Neočekávaný operátor / Chyba ve výrazu: Neočekávaný operátor / Chyba ve výrazu: Neočekávaný operátor / Chyba ve výrazu: Neočekávaný operátor / Chyba ve výrazu: Neočekávaný operátor / Chyba ve výrazu: Neočekávaný operátor / Chyba ve výrazu: Neočekávaný operátor / Chyba ve výrazu: Neočekávaný operátor / -1.0000-0 | 105204            |                                                                                        | Za vesnicí směrem na Krchleby 200–300 m vpravo od silnice v polích v blízkosti rybníka. Původní kód 208068.1/1. Chybí vyhlašovací dokumentace. Status památného stromu zrušen k 5. lednu 1998. |
| Záhornická hrušeň                                      |                                   | Záhornice u Městce Králové 50°14′37″ s. š., 15°18′36″ v. d. | hrušeň obecná                  | 214 | 103713 Q26788717  |                                                                                        | V poli jihovýchodně od obce cca 400 m od polní cesty za kanálem. V roce 2003 byl strom proschlý s ulomenou větví. |
| Jírovce u Žitovlic                                     |                                   | Žitovlice 50°18′7″ s. š., 15°8′41″ v. d.                    | jírovec maďal (3)              | & Chyba ve výrazu: Neočekávaný operátor / Chyba ve výrazu: Neočekávaný operátor / Chyba ve výrazu: Neočekávaný operátor / Chyba ve výrazu: Neočekávaný operátor / Chyba ve výrazu: Neočekávaný operátor / Chyba ve výrazu: Neočekávaný operátor / Chyba ve výrazu: Neočekávaný operátor / Chyba ve výrazu: Neočekávaný operátor / Chyba ve výrazu: Neočekávaný operátor / Chyba ve výrazu: Neočekávaný operátor / Chyba ve výrazu: Neočekávaný operátor / Chyba ve výrazu: Neočekávaný operátor / Chyba ve výrazu: Neočekávaný operátor / Chyba ve výrazu: Neočekávaný operátor / Chyba ve výrazu: Neočekávaný operátor / -1.0000-0 | 103710 Q26780256  |                                                                                        | Tři památné stromy rostou na jižním okraji lesa „Hájek“ u polní cesty do Rožďalovic. Stromy silně napadeny klíněnkou. Kmen největšího jedince obrostlý z boulí drobnými větvičkami. |